# Яковлев Олег Миколайович
Оле́г Микола́йович Я́ковлев (2 січня 1973 — 29 серпня 2014) — сержант 93-ї окремої механізованої бригади Збройних сил України, учасник російсько-української війни.

## Короткий життєпис
Народився 1973 року в селі Ганнівка (Новомосковський район, Дніпропетровська область).
Закінчив школу у селі Керносівка.
В часі війни — мобілізований 2 квітня 2014 року. Начальник радіостанції, 93-тя механізована бригада.
Загинув внаслідок обстрілу українських військ поблизу Іловайська під час виходу з оточення на дорозі біля села Новокатеринівка.
2 вересня 2014-го тіло Олега разом з тілами 87 інших загиблих у Іловайському котлі привезено до запорізького моргу. Упізнаний бойовими товаришами та родичами.
Похований в селі Ганнівка, Новомосковський район.

## Нагороди та вшанування
За особисту мужність і героїзм, виявлені у захисті державного суверенітету та територіальної цілісності України, вірність військовій присязі під час російсько-української війни, відзначений — нагороджений
- 15 травня 2015 року — орденом «За мужність» III ступеня (посмертно)[1]
- 23 вересня 2015-го у Керносівській школі відкрито меморіальну дошку в пам'ять про випускника Олега Яковлева
- Його портрет розміщений на меморіалі «Стіна пам'яті полеглих за Україну» у Києві: секція 3, ряд 9, місце 39
- Вшановується 29 серпня на щоденному ранковому церемоніалі вшанування українських захисників, які загинули цього дня у різні роки внаслідок російської збройної агресії[2]